# Помста Фу Манчу
Помста Фу Манчу (англ. The Vengeance of Fu Manchu) — британсько-німецький пригодницький фільм 1967 року.

## Сюжет
Вирішивши позбутися свого заклятого ворога, інспектора Скотланд-Ярду Нейланда Сміта, Фу Манчу викрадає відомого пластичного хірурга й змушує його зробити з одного із його підручних двійника Сміта. З його допомогою Фу Манчу компрометує чесне ім'я інспектора, щоб переконати весь світ у тому, що той став убивцею-психопатом.

## У ролях
| Актор                  | Роль                        |
| ---------------------- | --------------------------- |
| Крістофер Лі           | доктор Фу Манчу             |
| Дуглас Вілмер          | Нейланд Сміт                |
| Тсаі Чин               | Лін Тан                     |
| Хорст Франк            | Руді / Рональд «Ронні» Мосс |
| Вольфганг Кілінг       | доктор Ліберсон             |
| Марія Ром              | Інгрід Свенсон              |
| Говард Меріон-Кроуфорд | доктор Петрі                |
| Петер Карстен          | Курт Геллер                 |
| Сюзанна Рокетт         | Марія Ліберсон              |
| Ноель Тревартен        | Марк Вестон                 |
| Тоні Феррер            | інспектор Рамос             |
| Мона Чонг              | Джасмін                     |